# 小沢幸
小沢 幸（おざわ さち、1976年12月23日  - ）は、日本のショートトラックスピードスケート選手。1997年世界ショートトラックスピードスケート選手権大会3000mリレー銅メダリスト。1998年長野オリンピック代表選手で、同大会の3000mリレーの4位入賞メンバーである。

## 来歴
東京都北区赤羽に生まれる。幼少期よりスケートを始め、本格的にスケート競技に打ち込むため長野県の佐久長聖高校に進学した。
山梨学院大学に進み、1年時の1995年に世界ショートトラックスピードスケート選手権大会の日本代表となる。翌年の本番では個人総合17位であった。長野県で開催された1997年10月の同大会では3000ｍリレーメンバーとして3位に入賞した。また女子総合2位となる。
1997年11月全日本選抜ショートトラックの1500mで優勝を飾り、翌年に開催される1998年長野オリンピックの日本代表に選出された。

### 長野オリンピック
1998年、山梨学院大学3年時に長野オリンピック女子1000mと女子リレーの3000mに出場した。
個人種目の女子1000mは勅使川原郁恵、田中千景らとともに予選を滑り、予選1回目は2組で2位通過。予選2回目は3組目で3位通過。準決勝で3位となり決勝に進む。決勝は10位であった。
団体競技の3000m女子リレー（第一走：勅使川原郁恵、第二走：小沢幸、第三走：山田乃玞子、第四走：田中千景）は、準決勝1組目を2位で通過し決勝へと進出する。決勝では4位となった。